# La manif pour tous
La manif pour tous (LMPT, en español, «la manifestación para todos») es el principal colectivo de asociaciones que organizó las mayores manifestaciones en oposición al matrimonio igualitario en Francia (habitualmente denominado en dicho país como mariage pour tous o mariage homosexuel, en español: «matrimonio para todos» o «matrimonio entre personas del mismo sexo»). Junto con la Primavera francesa, este colectivo de asociaciones representa la expresión más visible de esa oposición.
En efecto, a partir de la promulgación de la ley en mayo de 2016, las reivindicaciones del colectivo se ampliaron desde la oposición al matrimonio igualitario y a la homoparentalidad (adopción, reproducción asistida, gestación subrogada), a la defensa de la familia heteroparental y al rechazo de la enseñanza de la llamada «teoría de género».
Descrito por numerosos medios de comunicación como ligado a la Iglesia católica y anclado en la derecha y extrema derecha francesa, el colectivo se presentaba como apolítico y aconfesional, antes de convertirse él mismo en partido político en abril de 2015. Víctima de divisiones internas, con la salida sucesiva de Béatrice Bourges, Frigide Barjot y Xavier Bongibault, la Manif pour tous ha sido criticada por homofobia, racismo e instrumentalización de los niños.

## Historia

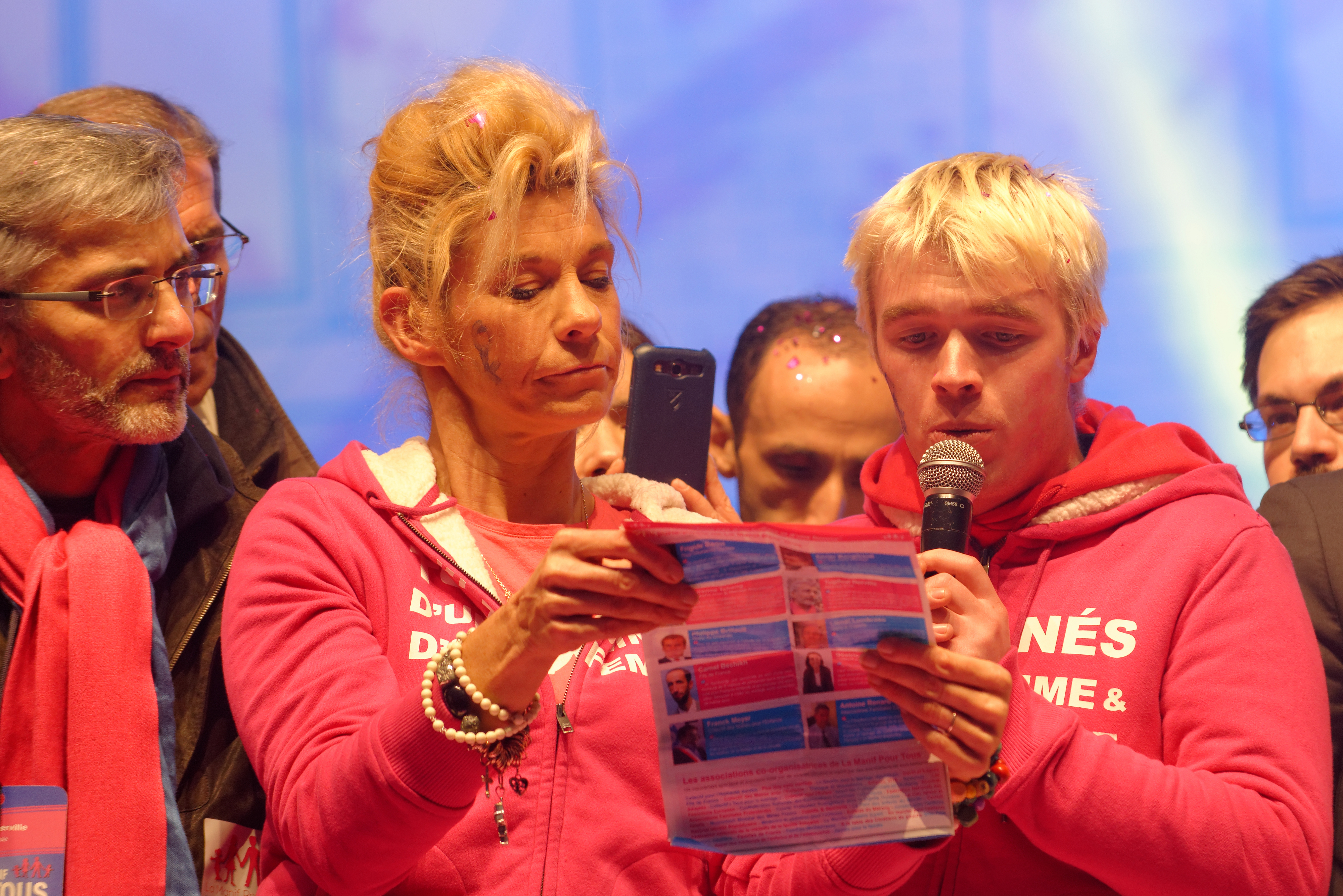
Frigide Barjot, primera y principal portavoz de La Manif pour tous, rodeada de Tugdual Derville y de Xavier Bongibault.

El origen del colectivo se remonta al 5 de septiembre de 2012, cuando una cincuentena de responsables de asociaciones para definir una estrategia en contra del proyecto de ley para el matrimonio igualitario y la adopción para parejas del mismo sexo. Estas 37 asociaciones son, a menudo, asociaciones fantasma —cáscaras vacías—, en las que la religión cristiana está muy presente, con páginas web recientes y a menudo anónimas, y donde la Comunidad del Emmanuel, que no forma parte de la lista de 37 asociaciones, aparece a menudo, tal como revela el análisis de Le Monde en 2013. De esa primera reunión surgieron varias personas llamadas a convertirse en portavoces del movimiento: Laurence Tcheng, fundadora de «La Gauche pour le mariage républicain» (en español, «la izquierda por el matrimonio republicano»), Xavier Bongibault, fundador de «Plus gay sans mariage» (en español, «más alegre/gay sin matrimonio»), Frigide Barjot, fundadora de «Pour l’humanité durable» (en español, «por la humanidad duradera»), Tugdual Derville, delegado general de la Alliance VITA, Guillaume de Prémare, el primer presidente del movimiento, Camel Bechikh, presidente de «Fils de France» (en español, «hijos de Francia»), Lionel Lumbroso, fundador de «David et Eugena», Philippe Brillault, alcalde de Chesnay, Béatrice Bourges, presidente del «Collectif pour l’enfant» (en español, «Colectivo por el niño»), Antoine Renard, presidente de la Confederación nacional de las asociaciones familiares católicas, y Franck Meyer, presidente del «Collectif des maires pour l'enfance» (en español, «Colectivo de los alcaldes por la infancia»).
La Manif pour tous fue oficializada en la prefectura el 2 de noviembre de 2012, con la publicación el Boletín oficial el 17 de noviembre de 2012. Una primera manifestación tuvo lugar ese mismo día en Pars: reunió de 70 000 a 200 000, dependiendo de las fuentes, mientras que varios miles de otras personas desfilan en una docena de ciudades. A finales del año 2012, las filiales locales de La Manif pour tous fueron oficializadas en las prefecturas de 26 departamentos.

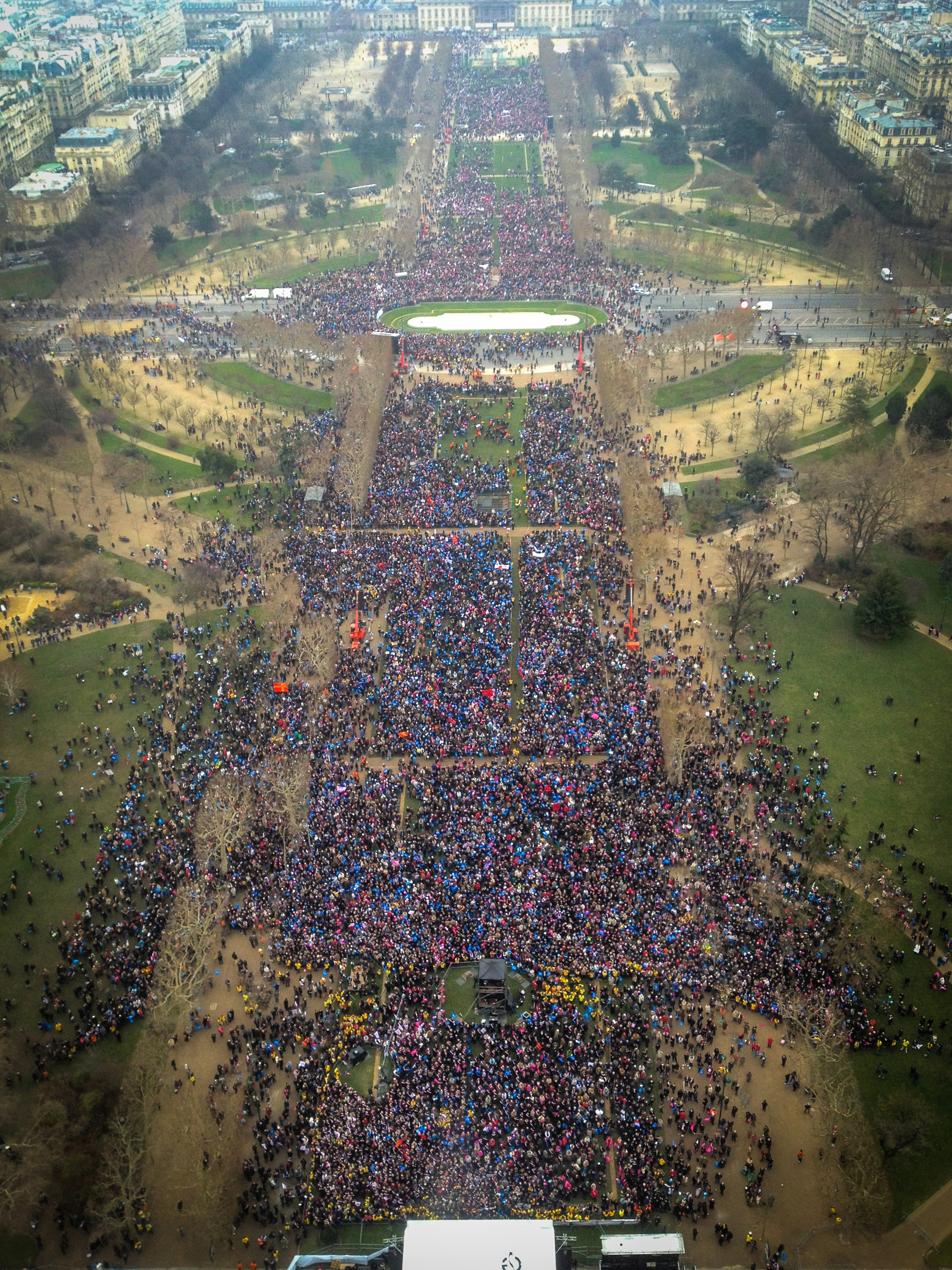
Manifestación en París contra el proyecto de ley que abre el matrimonio a las parejas de personas del mismo sexo, el 13 de enero de 2013, a las 15:45.

La víspera de la manifestación del 13 de enero de 2013, que reunió de 340 000 a un millón de personas, dependiendo de las fuentes, las autoridades religiosas dieron su apoyo al movimiento, pero dejando claro que quedaban «en segundo plano», estando representados, pero sin llamar a participar en la manifestación. A principios de 2013, Ludovine de La Rochère, responsable de comunicación de la Fondation Jérôme-Lejeune, toma la presidencia La Manif pour tous, pero permanece inicialmente en la sombra, mientras que Frigide Barjot es la cabeza visible en los medios de comunicación.
En febrero de 2013, una petición ciudadana que recogió ms de 700 000 firmas en menos de tres semanas, fue depositada en el Consejo económico, social y de medio ambiente (CESE). Se trata de aplicar, por primera vez tras la revisión constitucional de 2008, la posibilidad ofrecida a los ciudadanos de hacer una petición al CESE si se han podido reunir por lo menos 500 000 firmas apoyando una petición. La petición fue considerada improcedente de fondo, con el argumento de que «la petición al CESE sobre su opinión de un proyecto de ley compete exclusivamente al primer ministro». Este rechazo, vivido por aquellos que se oponen al proyecto como una humillación, reforzó globalmente la movilización; en un fallo de junio de 2014, el tribunal administrativo de Paris anuló la decisión del CESE de rechazar la petición, considerándola contraria a derecho; el CESE no apeló el fallo.
Después de la manifestación del 24 de marzo, se produjo una ruptura entre La Manif pour tous y Printemps français, representada por Béatrice Bourges. El UMP rechazó igualmente a Printemps français y se posicionó del lado de La Manif pour tous. El 12 de abril se produjo una manifestación de importancia media, que reúne entre 45 000 y 270 000 personas, dependiendo de las fuentes.
En mayo de 2013, cuando se realizó la última gran manifestación prevista antes de la promulgación de la ley, el día 26, La Manif pour tous tiene 37 filiales locales en los departamentos. Tras la aprobación de la ley el 17 de mayo de 2013, comienzan las divisiones internas en el colectivo, con Frigide Barjot opinando que se debe pedir la transformación de la ley de matrimonio en una ley de uniones civiles y Ludovine de La Rochère opinando que, por el contrario, hay que seguir pidiendo la abrogación de la ley. A pesar de ello y de que Frigide Barjot decide finalmente no participar, la manifestación reunió a entre 150 000 y un millón de personas, dependiendo de las fuentes. Ludovine de La Rochère sustituyó a Barjot en los medios de comunicación, pronunciando el discurso final en la explanada de los Inválidos.
Como consecuencia de esta ruptura, Frigide Barjot fundó «l'Avenir pour tous» (en español, «el futuro para todos»), junto con algunos de los partidarios de sus posiciones, especialmente Xavier Bongibault y Laurence Tcheng, portavoces del movimiento desde sus inicios. Inicialmente, con la ambición de formar el movimiento sucesor de La manif pour tous, se separan rápidamente, pero fracasan al tratar de reunir a seguidores en su entrono. No fueron invitados a participar en la universidad de verano de La Manif pour tous y llamaron al boicot de las nuevas manifestaciones del colectivo en noviembre y diciembre de 2013, y posteriormente la de febrero de 2014.

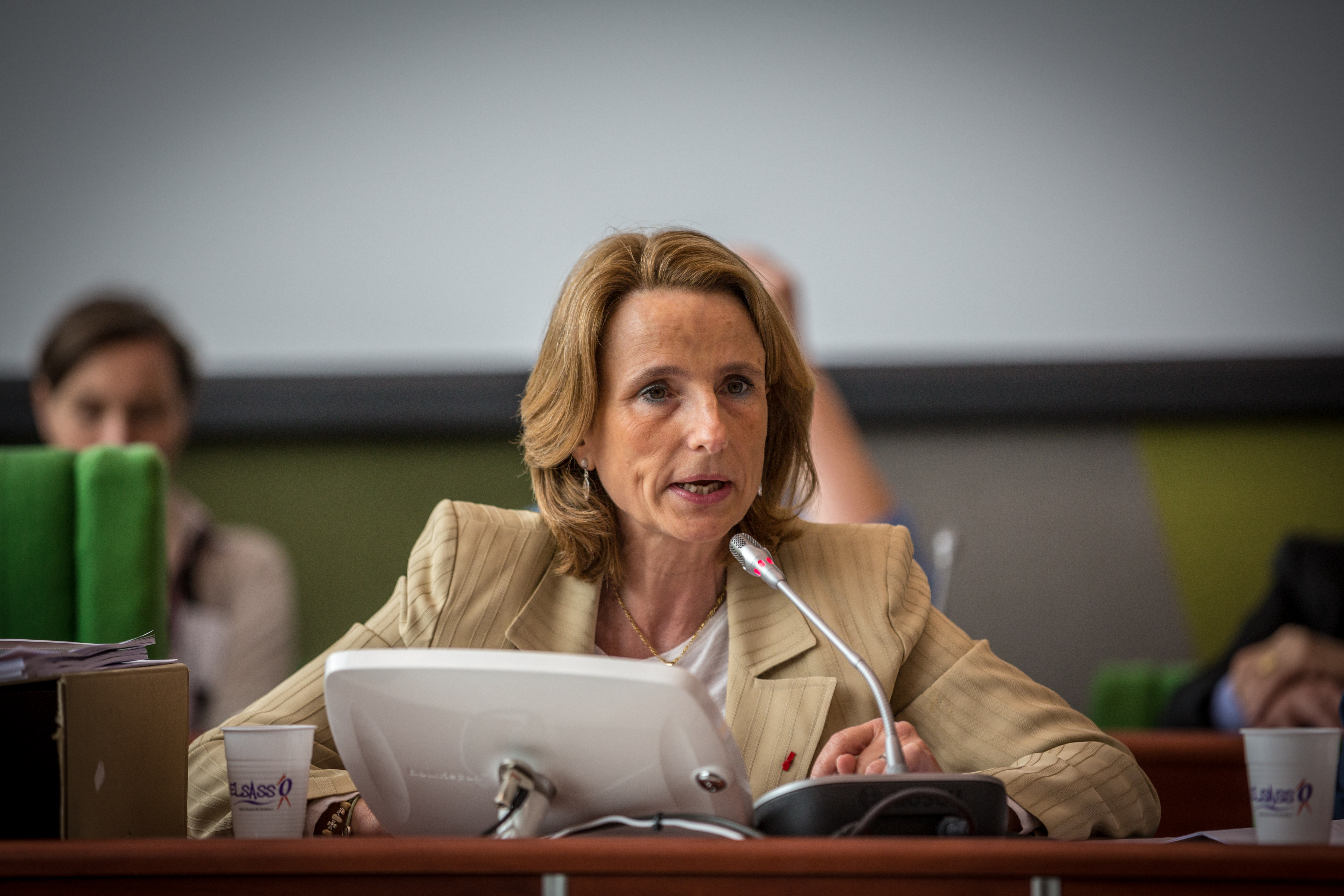
Béatrice Bourges, cofundadora de La Manif pour tous y posteriormente portavoz de Printemps français.

Un cierto número de acciones, más o menos directamente ligadas a La Manif pour tous, tuvieron lugar a lo largo del verano de 2013, hasta la universidad de verano realizada en septiembre. Manifestaciones regionales más oficiales se reiniciaron en noviembre, llegando a reunir de 3000 a 6000 personas, y en diciembre, llegando a reunir entre 6000 y 30 000 personas. Nueve filiales locales nuevas de forman legalmente entre los meses de junio de 2013 y enero de 2014, alcanzando el número de 46 filiales regionales para la manifestación del 2 de febrero de 2014, que reúne a entre 80 000 y 500 000 personas en París, y entre 20 000 y 40 000 personas en Lyon.
El 5 de octubre de 2014, 500 000 personas, según La Manif pour tous, 70 000 según la policía, se manifestaron de nuevo en París (lo que constituye la mayor distancia en las cifras de participantes constatadas entre los organizadores y las prefecturas desde el comienzo de las manifestaciones) y entre 7500 y 30 000 personas en Burdeos. Las principales reivindicaciones de las manifestaciones permanecen sin cambios: abrogación de a ley de matrimonio igualitario, oposición a la reproducción asistida y a la gestación subrogada y a la «teoría de género». Pero mientras que la oposición a la ley de matrimonio igualitario había sido central en la manifestación del 2 de febrero, en octubre el acento estaba más bien en la oposición a la gestación subrogada, debido aĺ fallo del Tribunal Europeo de Derechos Humanos en el caso de Mennesson y Labassé contra Francia, que en junio había fallado en contra de Francia, obligando al país a reconocer a los niños nacidos por gestación subrogada en el extranjero. Los manifestantes temían que esta decisión implicaba la legalización de la gestación subrogada en Francia, a pesar de que el gobierno de Manuel Valls negara que se fuera a hacer.
En abril de 2015, «La manif pour tous» se convirtió oficialmente en un partido político.
El 30 de enero de 2016, la organización apoyó una manifestación en Roma en oposición de un proyecto de ley de  uniones civiles.
El 16 de junio de 2016, La manif pour tous desfiló de nuevo en París para animar la discusión sobre dos proposiciones de ley iniciadas por Valérie Boyer y Philippe Gosselin, que se presentaron el mismo día en la Asamblea Nacional, para introducir en la constitución el principio de indisponibilidad del cuerpo humano y de un eventual endurecimiento de las sanciones por participar en una gestación subrogada. El 21 de junio de 2016, el día de la votación de la proposición de ley, se realizó una protesta de La manif pour tous en la explanada de los Inválidos.

## Composición

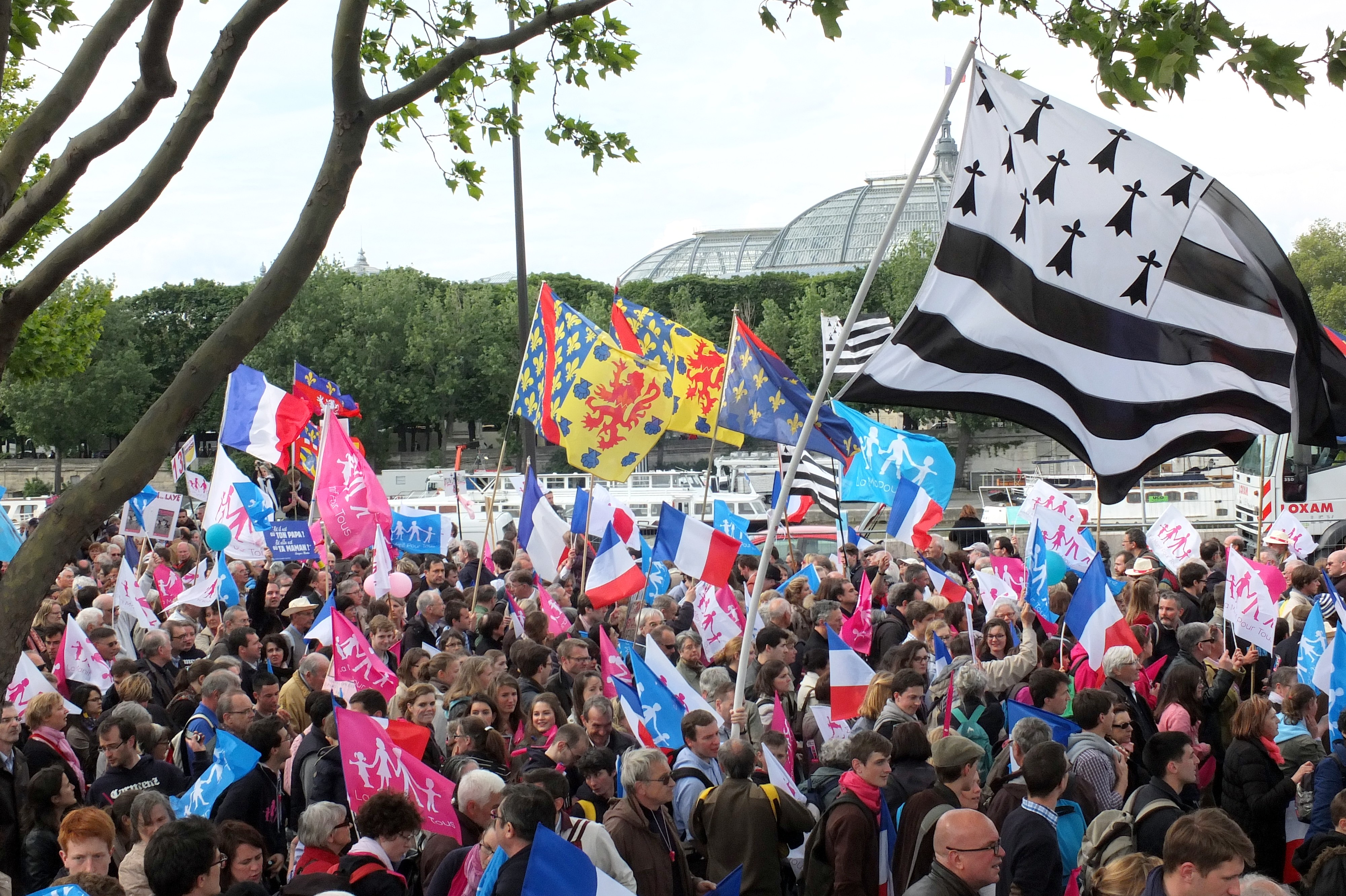
Manifestación del 26 de mayo de 2013 en la explanada de Los Inválidos de París.

La manif pour tous es un colectivo, representando en enero de 2014 a una treintena de asociaciones, entre las que se encuentran Alliance VITA («alianza VITA»), Familles de France («familias de Francia»), Associations familiales catholiques («asociaciones familiares católicas»), Associations familiales protestantes («asociaciones familiares protestantes») y SOS Papa. Además de la asociación nacional, existen 46 filiales locales en diversos departamentos, aunque la asociación da contactos en todos los departamentos franceses en su página de Internet.
Sin embargo, una investigación de Yagg y Mediapart considera que, a pesar de la apariencia de diversidad, un cierto número de las 37 asociaciones que formaban el colectivo en marzo de 2013 son «cáscaras vacías», destinadas a enmascarar la predominancia de asociaciones cercanas a la Iglesia católica en Francia. Una investigación más precisa de Le Monde señala 11 «cáscaras vacías» (un 32%), 8 asociaciones de la «esfera cristiana» y 3 «tradicionalistas» (en total, un 30%), 2 «colectivos musulmanes» (un 5%) y 12 asociaciones de la «sociedad civil» (un 32%).
Otras investigaciones —concretamente las de Mediapart— muestran el anclaje del movimiento en la derecha política, e incluso con ramificaciones en el movimiento de la «Internacional católica», especialmente por los vínculos con organizaciones como National Organization for Marriage, de las que la revista Marianne afirma que «los militantes de La Manif pour tous y de Printemps français» toman sus eslóganes.
La Manif pour tous se beneficia del apoyo de ciertas personalidades, entre las que se cuentan Philippe Ariño (ensayista), Viviane Blassel (presentadora de radio y televisión), Rémi Brague (filósofo), Patrick Hénault (exembajador encargado de los Derechos del Hombre), Roland Hureaux (ensayista), Jean-Jacques Peroni (humorista, actor y guionista), Jérôme Vignon (presidente del Observatoire national de la pauvreté et de l'exclusion sociale, «obseratorio nacional de la pobreza y la exclusión social») y Georgina Dufoix (antigua ministra socialista y antigua presidenta del Cruz Roja). También numerosos cargos electos apoyan al colectivo, tanto a nivel local como nacional, en particular los pertenecientes a «Entente parlementaire pour la famille» («acuerdo parlamentario por la familia»), que agrupa a 140 diputados y 82 senadores de derechas y centro.

### Financiación
La Manif pour tous está financiada parcialmente por donaciones, de las que algunas pueden llegar a, según Metronews, los veinte a treinta mil euros. Según Yagg y Mediapart, estas donaciones provendrían de medios católicos y las principales asociaciones del colectivo, como Alliance VITA, Associations familiales catholiques y Familles de France, que habrían puesto su tesorería a disposición del movimiento. Según Le Canard enchaîné, Claude Bébéar, presidente del consejo de supervisión de Axa, habría financiado de forma importante la manifestación del 13 de enero de 2013.
La Manif pour tous se financia también por las cotizaciones de sus miembros. En otoño de 2013, el colectivo lanzó una campaña de adhesión, destinada a la vez a financiar sus actividades y a conseguir un número suficiente de miembros para poder alcanzar un peso político. La asociación finalmente también comercializa productos derivados de su tienda en línea.
En junio de 2014, La Manif pour tous publica su primer ejercicio contable, para el periodo que va desde octubre de 2012 al 31 de diciembre de 2013. El movimiento, que no se beneficia de ninguna subvención pública, ha reunido globalmente 4,38 millones de euros. De ese todal, 3,23 millones de euros (un 74%) provienen de simpatizantes. El resto, 1,15 millones de euros (un 26%), provienen de la venta de productos derivados. Los 3,23 millones de euros provenientes de los simpatizantes se dividen casi por igual entre las colectas organizadas durante las manifestaciones y las 2000 donaciones o adhesiones recogidas por Internet. A finales de 2013, después de haber organizado tres manifestaciones nacionales con un coste medio de 874 000 euros, el colectivo disponía de una reserva de 72 000 euros.

### Los veladores

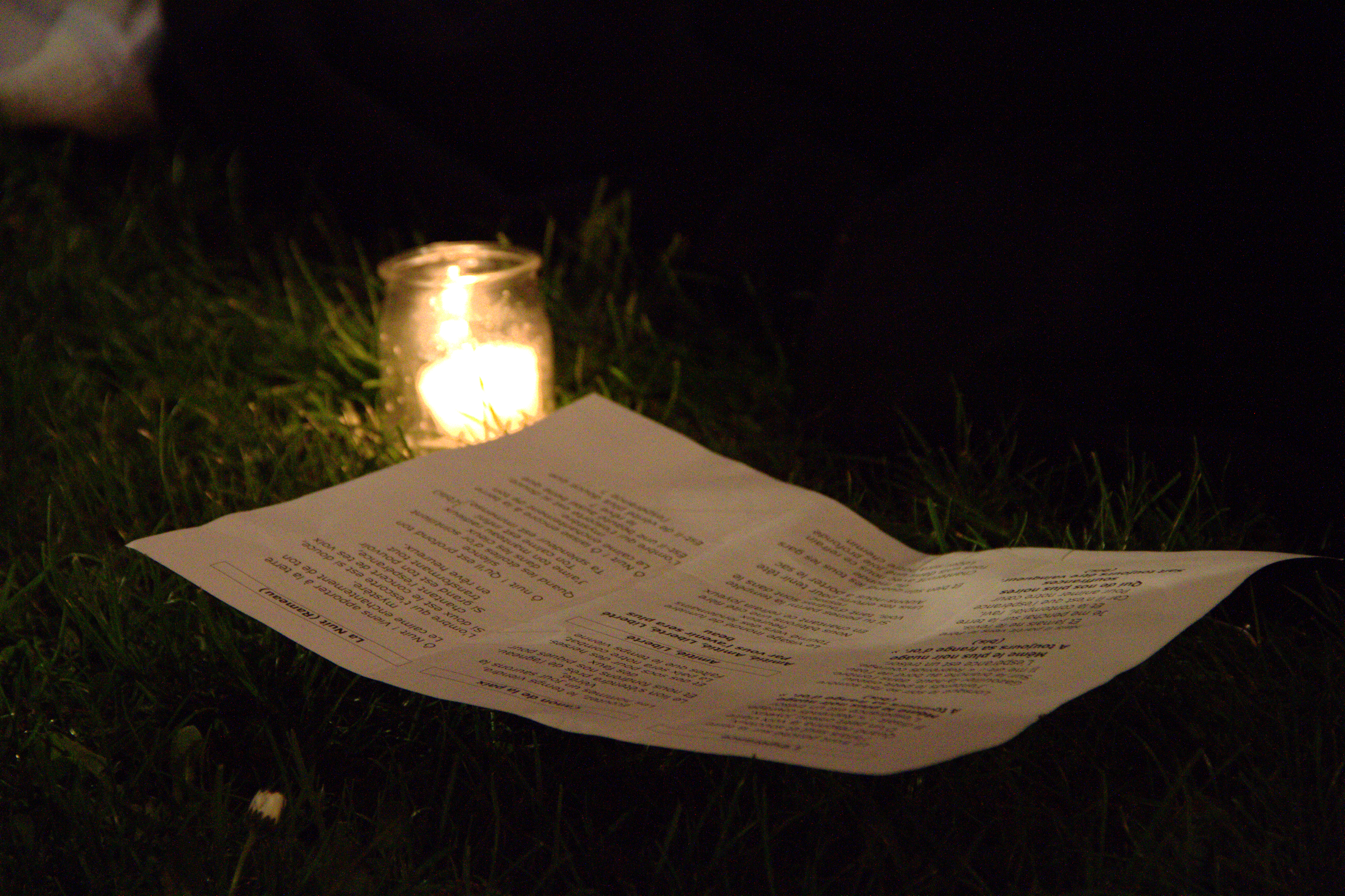
Vela y hoja de cantos.

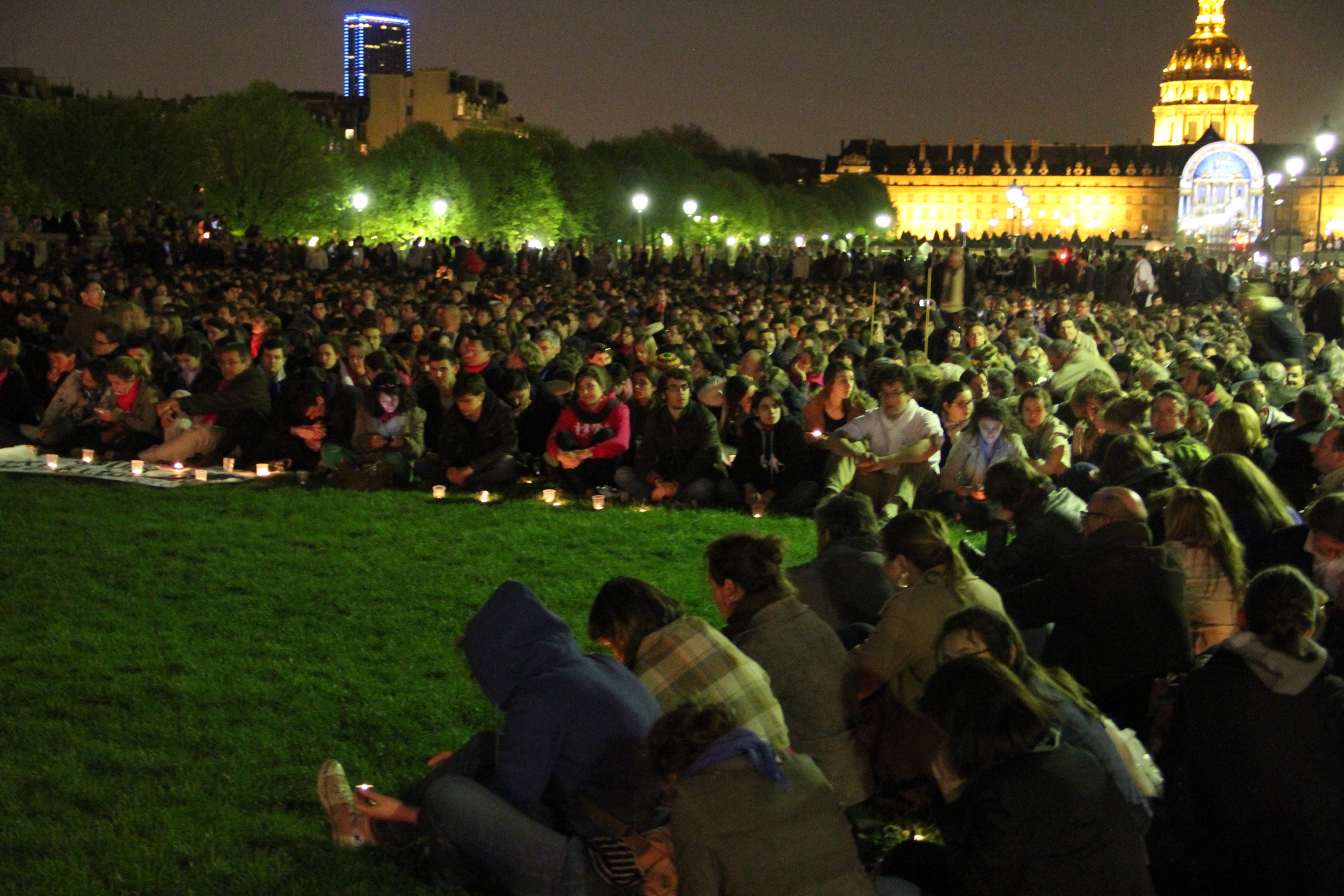
Reunión de veladores en París, en abril de 2013.

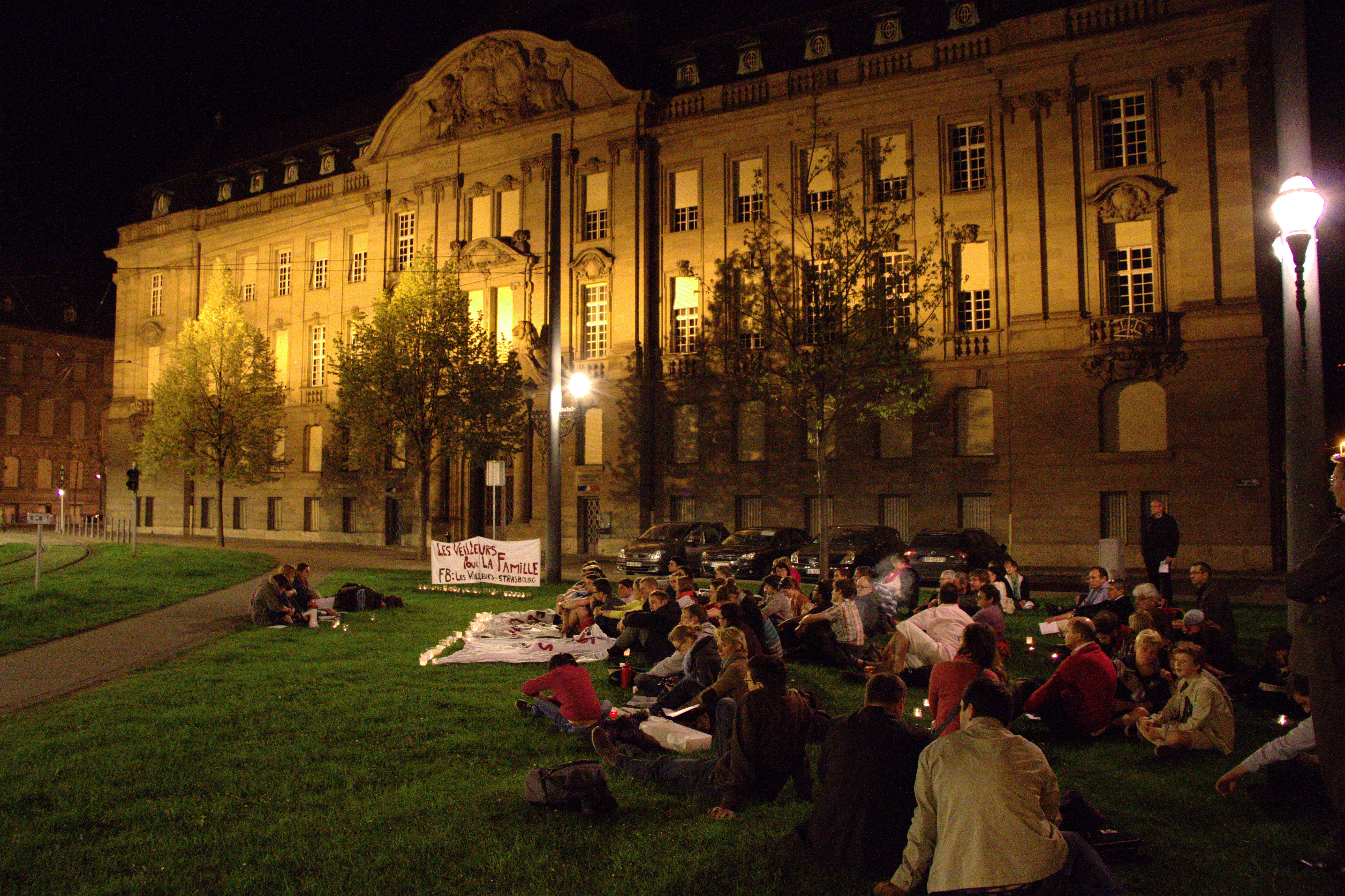
Los veladores en la Plaza de la República de Estrasburgo, en abril de 2013.

Los veladores, en francés, Les Veilleurs, dentro de La Manif pour tous, son un movimiento de oposición al matrimonio igualitario que realizan una forma de manifestación inmóvil y pacífica: la sentada. Formado por manifestantes que han sido calificados como «reaccionarios», está compuesto mayoritariamente de personas católicas o «católicas de identidad». Se reúnen en silencio a la caída de la noche, en torno a velas, par escuchar a uno de ellos leer un texto de prosa o poesía. Este movimiento nació a consecuencia de la detención preventiva la noche del domingo 14 al lunes 15 de abril de 2013 de 67 opositores al proyecto de ley, que habían ido a manifestar su apoyo a los diputados de la oposición delante de la Asamblea nacional. Los iniciadores del movimiento consideraron que debían «buscar otro medio de hacer[se] oír». Se definen a sí mismos como «apolíticos» y «aconfesionales», y se consideran a sí mismos como no violentos.
El movimiento se extendió rápidamente a más de 110 ciudades francesas y al extranjero (Jerusalén, Roma, Milán). Según los organizadores, a finales de abril, cincuenta acciones habían tenido lugar, con un total de 5000 participantes. Algunas de estas reuniones fueron perturbadas por contramanifestaciones favorables al matrimonio igualitario.
Buscando desde sus inicios un movimiento duradero, los veladores anunciaban a finales de abril de 2013 que planeaban reunirse cada semana hasta las elecciones presidenciales de 2017. El 10 de agosto de 2013, un pequeño grupo comienza una «marcha de los veladores» entre Rochefort y Nantes, que se cierra en París el 31 de agosto. A pesar de que solamente tres manifestantes realizaron todo el itinerario, la prefectura de policía prohibió «la manifestación» parisina final por razones de seguridad. Un velatorio final se realizó a pesar de todo en la Plaza de la Concordia y reunió a varios centenares de personas sin incidentes.
En diciembre de 2013, los veladores se reunieron al ritmo de un reunión al mes en París y de unas cincuenta reuniones por semana en otras ciudades. Determinados a no limitar su oposición solamente a la ley de matrimonio igualitario, tratan de «intervenir en el debate público sobre todos las cuestiones de ética y sociales». El movimiento también está envuelto en un proceso judicial contra la policía por «falsedad en documento público».

### Influencia en Europa
En julio de 2013, una asociación llamada «En nombre de la familia», que se inspira en La Manif pour tous, fue creada en Croacia. Reclama que la Constitución croata estipule que el matrimonio es «la union de un hombre y una mujer», y lo consigue tras un referéndum en diciembre de 2013.
En julio de 2013, La Manif pour tous creó una sección en Italia, utilizando su nombre y logotipo, con el fin de favorecer la emergencia local de una asociación que comparta una «línea editorial conforme». La rama italiana fue creada coincidiendo con el proyecto de ley discutido en el Parlamento italiano para convertir en delito la homofobia, hecho que inquieta al colectivo, que lo considera una restricción a la libertad de expresión, manifestándose de nuevo el 11 de enero de 2014. Cuatro mil personas desfilaron en las calles de Roma, según los organizadores, mientras que una petición lanzada en diciembre había recogido en ese momento unas 7000 firmas. El 24 de enero, para protestar contra la visita de François Hollande al papa Francisco en Roma, el colectivo despliega una pancarta de 600 m² en la Piazza del Popolo, sobre la que se afirma que el presidente francés promueve «una política de lucha contra la familia natural».
En febrero de 2014, La Manif pour tous permanece en su política de internacionalización, llamando a la manifestarse el 2 de febrero, no solamente en París y Lyon, sino también en Roma, Madrid, Varsovia, Bruselas y Bucarest.
El 12 de junio de 2014, Ludovine de La Rochère, presidenta de La Manif pour tous, es invitada a la misa privada del papa Franciso, tras la que conversa con él.
El 20 de junio de 2015, La Manif pour tous Italia organiza una manifestación en Roma, que reúne a un millón de personas, según los organizadores, 400 000 según el Ministerio del Interior, y 300 000 según el matemático Francesco Guatieri. Los representantes de las comunidades musulmanas y judías se asociaron al fundamento católico del movimiento, para oponerse al proyecto de uniones civiles del Parlamento, a la homoparentalidad y a la «teoría de género». La prensa italiana subraya que la parte católica de los manifestantes se ha movilizado espontáneamente, sin ningún tipo de orden ni sustento por parte de la jerarquía católica, al contrario que en el caso francés en los años anteriores, para manifestaciones de este tamaño. Charles Beigbeder ve en este acontecimiento el desarrollo europeo del movimiento conservador nacido en Francia con La Manif pour tous. Se extraña, por tanto, junto con la página web Aleteia, del silencio de los medios de comunicación franceses sobre estas movilizaciones.
Otra sección de La Manif pour tous existe en Finlandia, con el nombre «Aito avioliitto». En julio de 2015, consiguieron las 50 000 firmas necesarias para pedir que se revise la ley de matrimonio igualitario, votada en otoño de 2014 por el Parlamento finlandés.
Un movimiento inspirado en La Manif pour tous también está presente en Alemania, con el nombre «Demo für Alle», que ha realizado siete manifestaciones desde febrero de 2014. El 21 de junio de 2015, reunieron a 4000 personas en Stuttgart para manifestarse en contra del matrimonio igualitario —que no está siendo discutido en Alemania— y la «teoría de genero».
La Manif pour tous ejerce igualmente una cierta influencia en Rusia, donde el partido de Vladímir Putin no dudó en copiar la bandera de la organización para hacer una nueva «bandera heterosexual» en julio de 2015. Para Rusia Unida, este estandarte constituye en efecto una «respuesta al matrimonio de parejas del mismo sexo, que es un insulto al concepto mismo de la familia». El Kremlin ha hecho saber que el uso del símbolo de la Manif pour tous había sido aceptada por la dirección de la organización, lo que ha desmentido Ludovine de La Rochère.

## Reivindicaciones

### Oposición a las uniones homosexuales
Tras los inicios del movimiento de oposición a la ley de matrimonio igualitario en Francia —la también llamada «ley Taubira», por la ministra de justicia en ese momento—, los manifestantes relacionados de cerca o de lejos con La Manif pour tous se oponían al matrimonio de parejas homosexuales y protestaban el uso del mismo término «matrimonio» para las parejas del mismo sexo. Una vez que la reforma fue aprobada, La Manif pour tous reclamaba su abolición, reconociendo por otra parte la imposibilidad de «descasar» a las parejas que se habían acogido a la ley.
Por otra parte, los miembros de La Manif pour tous están bastante divididos en cuanto a la posibilidad de uniones civiles abiertas a homosexuales: algunos, como Frigide Barjot, consideran este tipo de uniones como una alternativa aceptable, otros, como Tugdual Derville, se oponen firmemente. La divergencia entre las dos corrientes va incluso más lejos, ya que Tugdual Derville se opone al PaCS (un tipo de unión civil), en el que ve un ejemplo de «sucedáneo de matrimonio [que] fragiliza la unión padres-hijos».
Estas diferencias de opinión fueron amortiguadas en mayo de 2013 con la salida de Frigide Barjot de La Manif pour tous. Ludovine de La Rochère declaró que la organización «no toma posición sobre la unión civil. [La organización n]o está aquí para eso». De parte de los simpatizantes del movimiento, la cuestión siguió siendo de importancia y una encuesta publicada en línea por La Manif pour tous en enero de 2015, mostraba que casi dos tercios respondían que son favorables a la existencia de una unión civil reservada a las parejas homosexuales.

### Oposición a la homoparentalidad

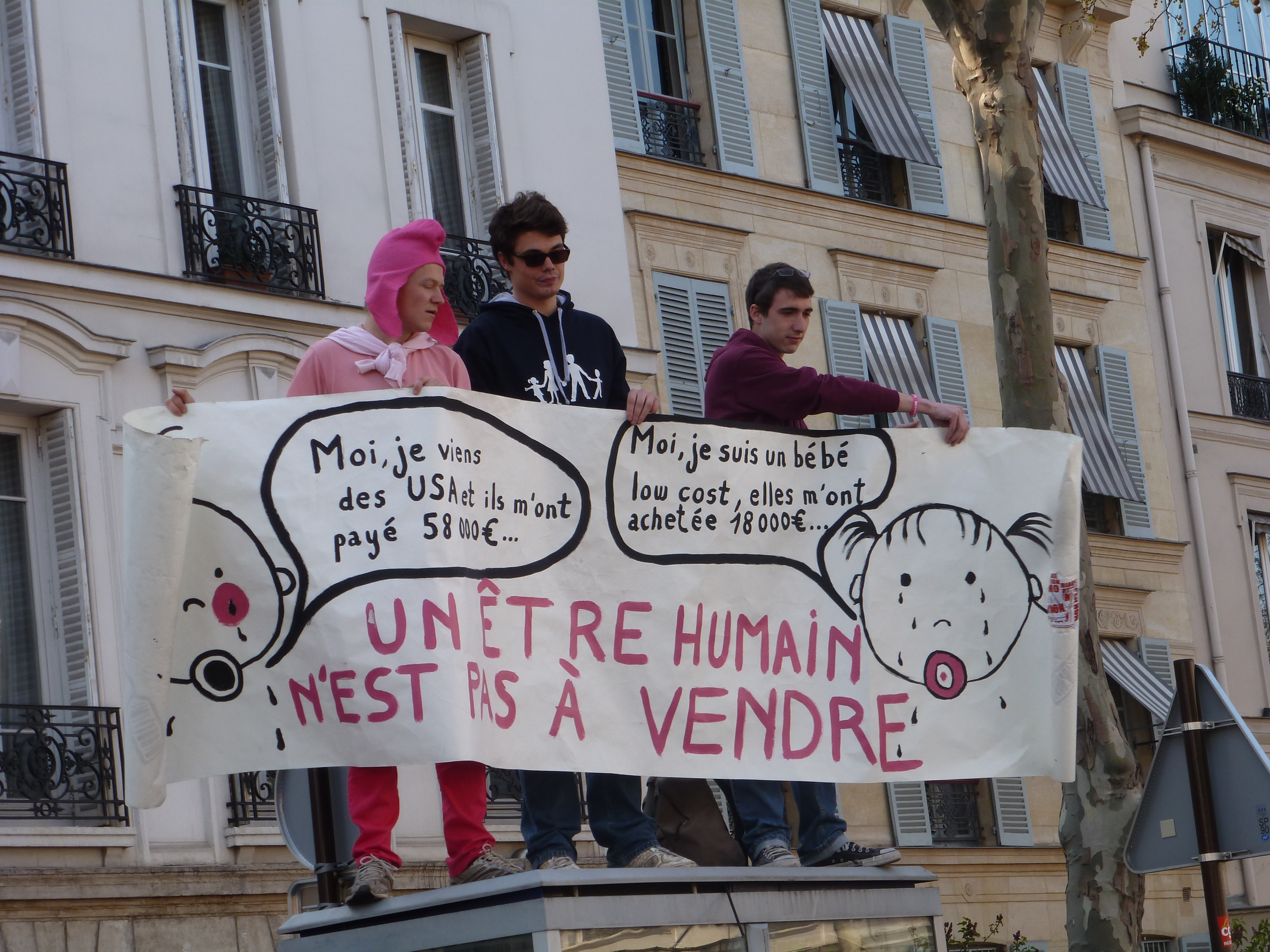
Pancarta de La Manif pour tous asociando la gestación subrogada al tráfico de niños.

Todos los miembros de La Manif pour tous rechazan la homoparentalidad en todas sus formas y condenan toda modificación del código civil francés que permitiera su reconocimiento. Rechazan la adopción por parejas del mismo sexo —única forma de homoparentalidad prevista por la ley Taubira—, pero también rechazan la reproducción asistida y la gestación subrogada, aunque estas últimas nunca hayan estado previstas por el gobierno de Jean-Marc Ayrault.
De hecho, para La Manif pour tous la homoparentalidad es nefasta, ya que lleva a «una ruptura de la igualdad en el hecho de privar a priori a un menor de la intimidad de una mujer y un hombre en su infancia». La organización y sus militantes ven además en la legalización de la homoparentalidad un riesgo de «mercantilización de bebés» y niegan en particular la posibilidad de una «gestación subrogada ética».
Tras la decisión del Tribunal Europeo de Derechos Humanos condenando a Francia por no haber reconocido la «filiación de un padre y sus hijos biológicos nacidos por gestación subrogada en el extranjero» (26 de junio de 2014), La Manif pour tous milita para que París rechace la jurisprudencia europea. Se opone así a la concesión de la nacionalidad francesa a los niños nacidos por gestación subrogada en el extranjero y al reconocimiento de los lazos genéticos existentes entre estos niños y sus padres biológicos.

### Oposición a la «teoría de género»

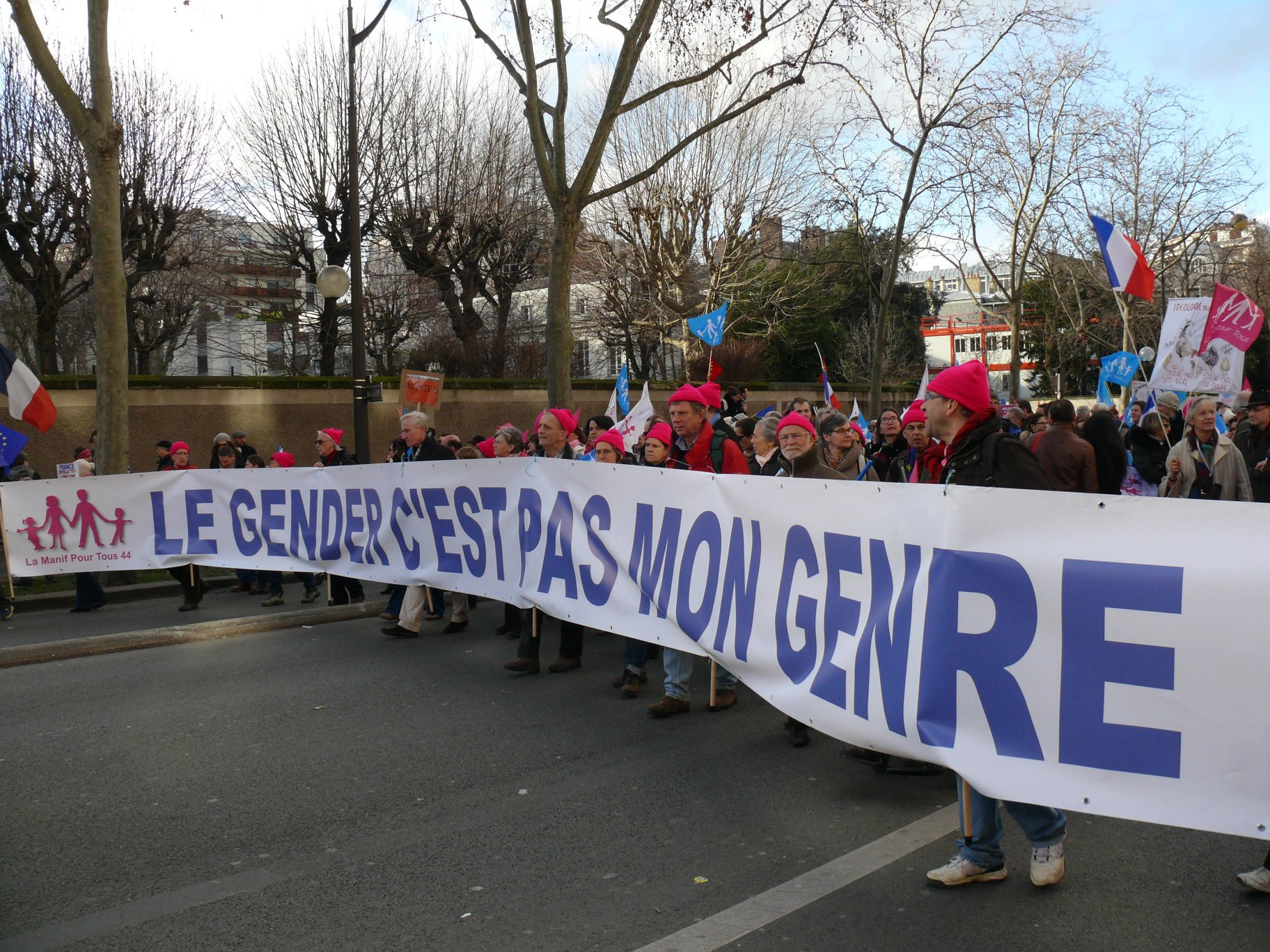
Pancarta de oposición a la «teoría de género» en una manifestación del 2 de febrero de 2014 en París.

Los miembros de La Manif pour tous condenan además la supuesta enseñanza de la «teoría de género» en la escuela, teoría que es rechazada por el conjunto de la comunidad científica, que habla solamente de «estudios de género», algo muy diferente. La Manif pour tous justifica el empleo del término por el uso que hizo Najat Vallaud-Belkacem en agosto de 2011, en ese momento consejera general del departamento del Ródano, y ello a pesar de que Vallaud-Belkacem volvió a comentar en junio de 2013 sus declaraciones para afirmar que «la teoría de género no existe».
Los militantes de La Manif pour tous se oponen así a «ABCD de l'égalité», un programa de enseñanza cuyo objetivo es luchar contra el sexismo y los estereotipos de género. Según Ludovine de La Rochère, el programa gubernamental en efecto trata de «deconstruir [...] lo que la familia le aporta al niño», ya que los estereotipos de género «son necesarios [ya que] son la expresión de la feminidad y la masculinidad, puntos de referencia que permiten identificarse e identificar a otros como hombre o mujer». La Manif pour tous acusa además a Najat Vallaud-Belkacem de «impulsar el adoctrinamiento, de llevar a considerar a los alumnos como seres neutros, indiferenciados».
Esta oposición, reforzada por las acciones de la militante de extrema derecha Farida Belghoul (origen de las «Jornadas de retirada de la escuela»), consiguió finalmente que el gobierno retirara el programa ABCD de l'égalité, anunciándolo públicamente el 25 de junio de 2014.

## Influencia política

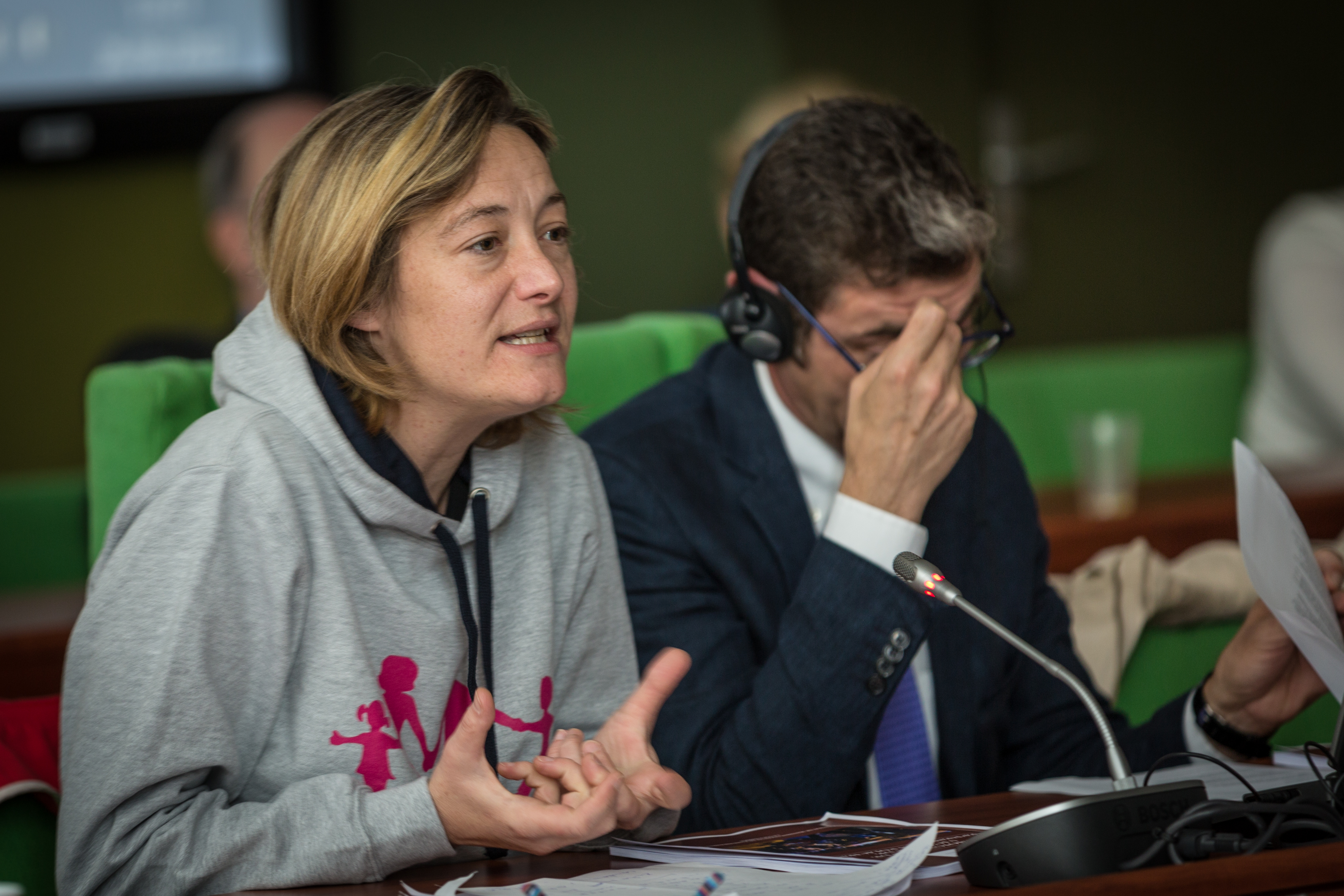
Ludovine de La Rochère en Estrasburgo, en el Consejo de Europa, el 26 de junio de 2013.

Desde la manifestación del 26 de mayo de 2013, planeada para antes de la promulgación de la ley, pero realizada después, se planteó la cuestión de la acción política de La Manif pour tous. En junio, tras las primarias del UMP realizadas en París en previsión de las elecciones municipales de 2014, el colectivo llama a sus partidarios a participar en el voto electrónico, para favorecer los candidatos que se oponen al matrimonio igualitario. El efecto de la llamada no impidió que Nathalie Kosciusko-Morizet, que se había abstenido en la votación del proyecto de ley, de ganar las primarias. Kosciusko-Morizet perdería de todas formas las elecciones a la alcaldía de París frente a Anne Hidalgo, del Partido Socialista.

### Universidad de verano
Tras un cierto número de acciones más o menos coordinadas por La Manif pour tous a lo largo del verano de 2013, el colectivo organizó su universidad de verano el 14 y el 15 de septiembre. En consecuencia, se lanzó una campaña de adhesión para constituir una fuerza política que influenciara las elecciones municipales y europeas previstas para 2014. El campo de las reivindicaciones se amplió, para pasar de la simple oposición a la ley del matrimonio igualitario al «rechazo del concepto de género, de la procreación asistida , de la gestación subrogada» y a la «defensa de la filiación, de la alteridad sexual o de la objeción de conciencia». La idea de constituir listas para las elecciones municipales de 2014, discutida durante un tiempo, fue abandonada a favor de un acercamiento más «metapolítico», como lo explica Erwan Le Morhedec, hablando sobre el tema «La Manif 2.0»: «La idea de infundir nuestras ideas en todas partes, de proponer y no sólo estar en la reacción a este u otro proyecto de ley».
Durante el 13 y 14 de septiembre de 2014 tuvo lugar la segunda universidad de verano de La Manif pour tous en Palavas-les-Flots. Los principales temas de reflexión fueron la próxima manifestación del 5 de octubre y los medios de influir el debate de las elecciones presidenciales de 2017.
El 19 y el 20 de septiembre de 2015, La Manif pour tous realizó su tercera universidad de verano en Quiberon, reuniendo a 250 personas. El tema principal fue «la familia patrimonio de la humanidad». El movimiento deseaba asegurar su permanencia y quería hacer oír su voz en las próximas oportunidades electorales, militando siempre por la abrogación de la ley Taubira, es decir, para «una vuelta al matrimonio hombre-mujer y a la filiación padre-madre-hijo».

### Mesa redonda de la familia
En octubre de 2013, en reacción del proyecto de ley «de la familia» de la ministra Dominique Bertinotti, La Manif pour tous lanza una «mesa redonda de la familia», explicando, en palabras de su presidenta Ludovine de La Rochère, que quieren «participar en la reconstrucción de la política familiar en Francia». Se organizaron foros temáticos en seis provincias, con informes de expertos y la participación del público. A finales de 2013, unas 5000 personas habían participado, según la revista Famille chrétienne.

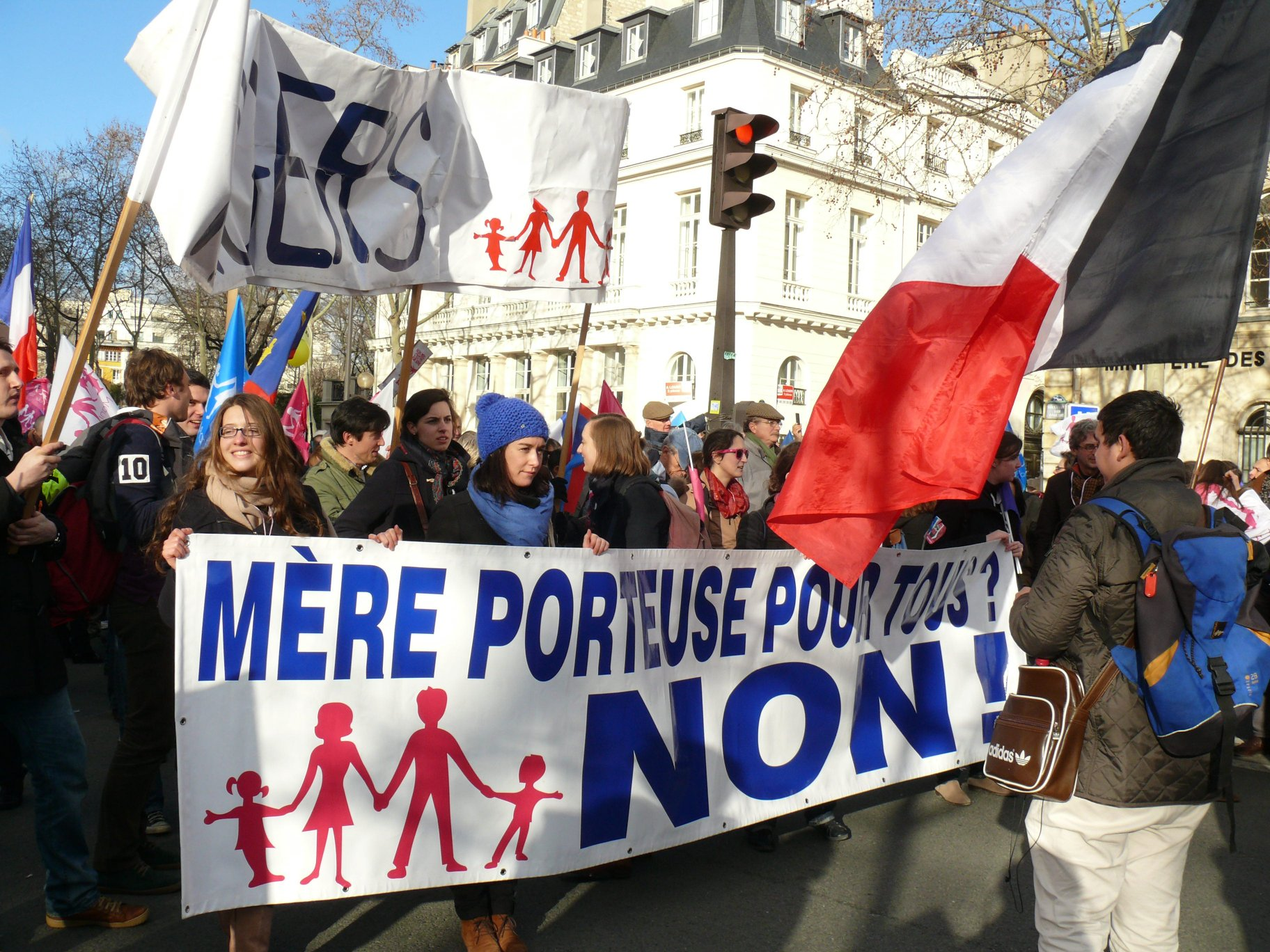
Eslogan contra la gestación subrogada en la manifestación del 2 de febrero de 2014 en París.

Tras la manifestación del 2 de febrero de 2014, el colectivo reafirmó su oposición a todo avance en la legalización de la inseminación artificial para los homosexuales y de la estación subrogada para todos, pero también reclamaba la suspensión de la «experimentación de los ABCD llamados de la igualdad», la creación de una comisión de encuesta parlamentaria sobre el tema de la concertación de los padres de alumnos y de las asociaciones de familias. También demanda «la revisión de las medidas fiscales que conciernen a la familia» y Ludovine de La Rochère invita a la ministra de la familia Dominique Bertinotti a las conclusiones de la mesa redonda de la familia de La Manif pour tous, el 8 de marzo en la Mutualité de Paris2.
Al día siguiente, en vista del éxito de la manifestación, el gobierno renuncia a todo avance de la inseminación artificial o de la gestación subrogada, y decide finalmente retirar su proyecto de ley para la familia en 2014. Esta retirada produjo enérgicas reacciones de la izquierda, mientras que La Manif pour tous se felicita por esta victoria, reafirmando que continuará su movilización.
Las conclusiones de la mesa redonda de la familia se presentaron como estaba previsto el 8 de marzo de 2014 en la Mutualité en París, en ausencia de la ministra Dominique Bertinotti. Se presentó un proyecto alternativo de ley de familia, que contenía 10 principios y 38 proposiciones; varios diputados de la Alliance parlementaire pour la famille («alianza parlamentaria para la familia») se comprometieron a presentarla en el parlamento, en una futura proposición de ley.

## Acusaciones y críticas

### Homofobia

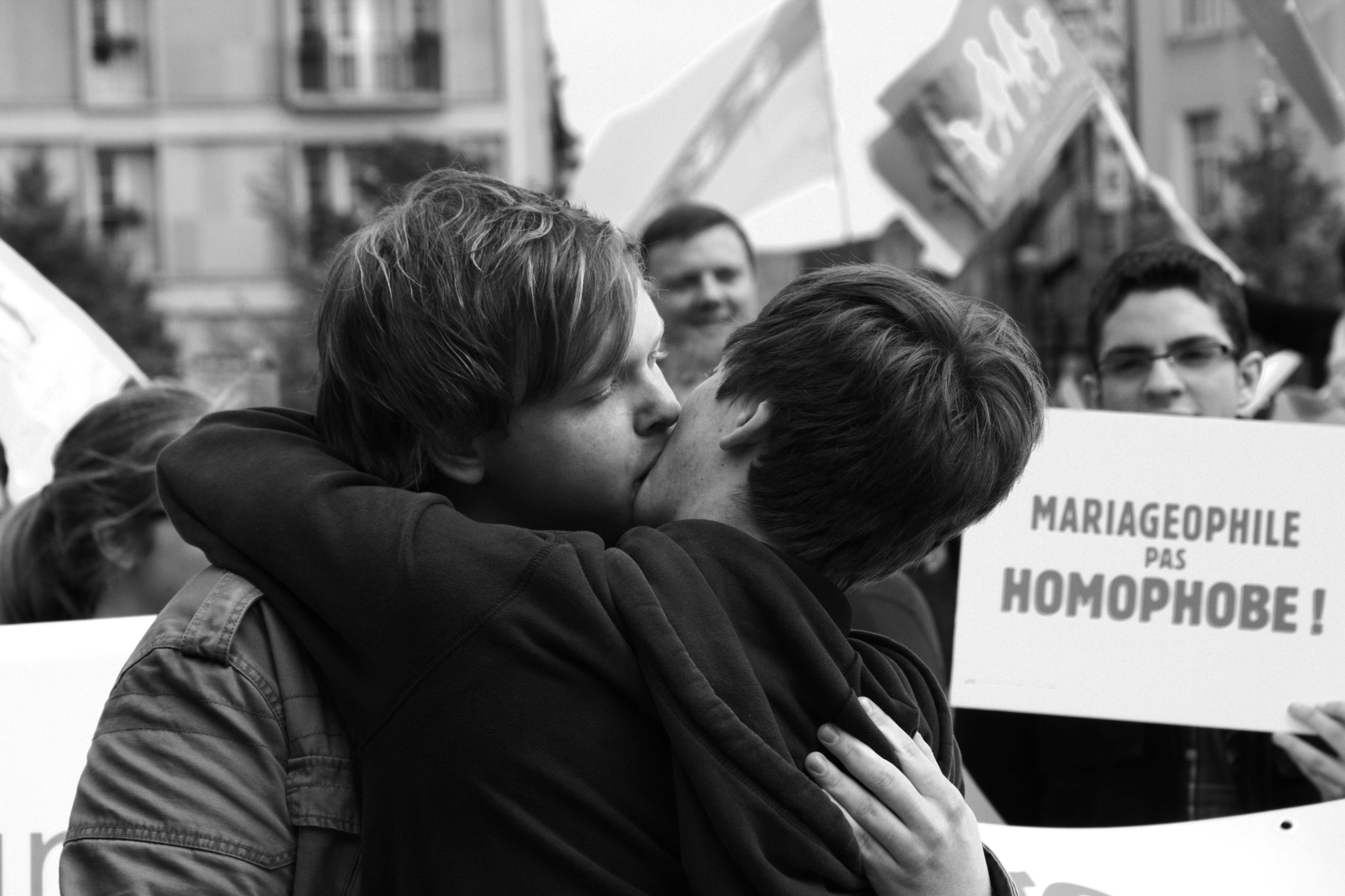
Besadas han sido organizadas por partidarios del «matrimonio para todos» (aquí en Estrasburgo) para denunciar las manifestaciones a menudo consideradas homófobas.

Una de las críticas más frecuentes dirigidas a la Manif pour tous por los partidarios del matrimonio igualitario es que su combate estaría motivado por la homofobia y el rechazo a dar igualdad de derechos a las personas LGBT. Libération considera que «en las filas [de los opositores] corre una homofobia ordinaria que trata de manifestarse para mantener una discriminación». Según el periódico, «la homofobia [de los opositores] parece [estar] tan reprimida como lo debería estar la homosexualidad a sus ojos»; las personas interrogadas aseguran no ser homófobas, a la vez que aprueban «la doctrina oficial de la Iglesia que, si bien no condena a las personas homosexuales, rechaza la práctica de la homosexualidad, considerada como un acto "desordenado".» Según el activista Louis-Georges Tin, editor y director del Diccionario Akal de la homofobia, la oposición al matrimonio igualitario es «en sí» constitutiva de homofobia.
La Manif pour tous rechaza el calificativo de homofobia y se defiende con testimonios en vídeo de siete homosexuales del colectivo Homovox. y de personalidades homosexuales que la apoyan, como Philippe Ariño o Xavier Bongibault. Sin embargo, la relación de este último con La Manif pour tous se degradaron tras la retirada de Frigide Barjot: en ese momento denuncia el «tren de odio» de la nueva dirección. Preocupada por mostrar su rechazo a la homofobia, Frigide Barjot anuncia en abril de 2013 que hará una donación a la asociación Le Refuge, que ofrece una cama a los jóvenes que han sido expulsados de sus casas por su familia por homosexuales. Sin embargo, la declaración levanta críticas y la asociación Le Refuge, que rechaza ser instrumentalizada por los opositores del «matrimonio para todos», no aceptó la donación.

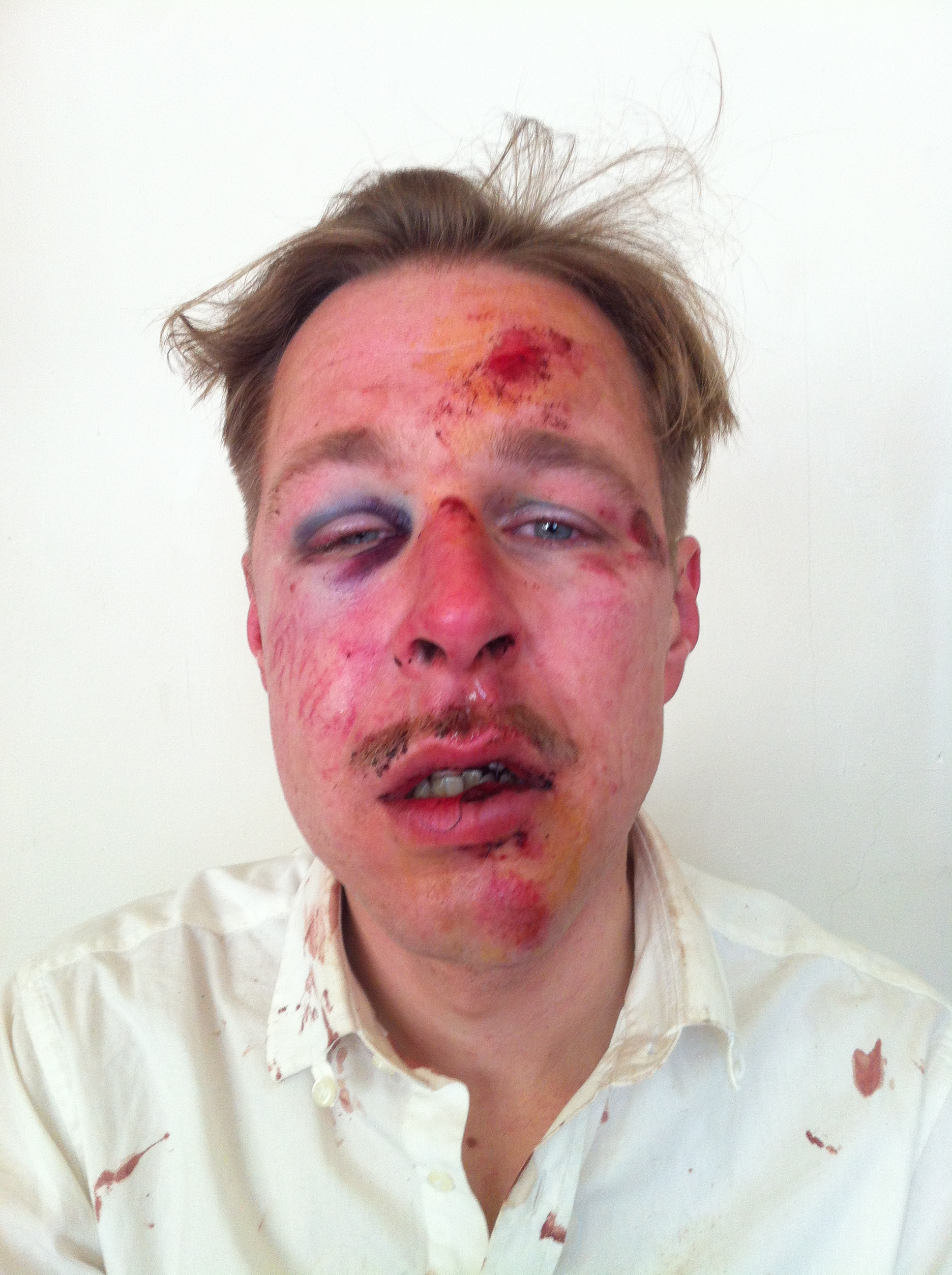
La foto de Wilfred De Bruijn tras el ataque homofóbico sufrido en París mientras paseaba con su novio el 7 de abril de 2013. Fue reproducida por diversos medios de comunicación en relación con el aumento de la violencia homofóbica en Francia durante las discusiones sobre el matrimonio igualitario.

Algunos medios de comunicación señalan un desfase entre el discurso oficial de La Manif pour tous y la actitud de sus manifestantes. Bruno Roger-Petit, en un artículo de le Plus del Nouvel Observateur, hace notar que, para evitar un desbordamiento homófobo durante la primera gran manifestación nacional en enero de 2013, La Manif pour tous impone que solo sus logos y eslóganes sean empleados durante el acto y no aquellos de otros movimientos políticos y religiosos, teniendo como objetivo que la asociación no parezca «como una movilización de la derecha contra la izquierda, los católicos contra los anticatólicos y los heterosexuales contra los homosexuales». Libération señala además que, durante esta manifestación de enero de 2013, el eslogan de Frigide Barjot «amamos a los homos, amamos a los homos» fue acogida con poco entusiasmo. Por su parte, Le Point nota los esfuerzos de los organizadores para borrar todo eslogan homófobo durante la manifestación del 20 de abril de 2013 y explica que «cada vez que un eslogan demasiado exaltado se hacía oír, el sistema de altavoces de la organizacion lo cubría con una frase "autorizada", más moderada».
A pesar de que no parece haber una relación directa entre el incremento de la violencia homófoba en Francia y las manifestaciones organizadas por La Manif pour tous, lo cierto es que en 2013 los ataques homófobos aumentaron un 78%. Muchos acusaron a La Manif pour tous del ambiente violento creado por los discursos homofóbicos agresivos que se enmarcan dentro del movimiento contrario al matrimonio igualitario, causantes indirectos de esa violencia homófoba. De los ataques a bares gais y amenazas a militantes LGBT, generó polémica sobre todo el asesinato del joven antifascista Clément Méric de una brutal paliza, por un grupo de cabezas rapadas pertenecientes a las Juventudes Nacionalistas Revolucionarias. Finalmente la investigación judicial calificó el incidente como una pelea fortuita que acabó en tragedia, sin relación con la violencia homofóbica.
A nivel europeo, La Manif pour tous denunció el informe de la diputada ecologista europea austriaca Ulrike Lunacek, que propone a los Estados miembros una línea de conducta en la lucha contra la homofobia y la discriminación ligadas a la orientación sexual. Según Le Monde, «los opositores al matrimonio igualitario denuncian un texto elaborado por el lobby gay con el fin de imponer, según ellos, la agenda gay a los legisladores de los veintiocho estados miembros». Según los términos de una petición en línea lanzada por La Manif pour tous, el informe Lunacek «da una vuelta de 180° a una política de no discriminación para crear privilegios a favor de determinados ciudadanos basándose en su sexualidad».

### Racismo
A lo largo del año 2013, la polémica sobre el matrimonio igualitario dio lugar a una serie de desbordamientos racistas que dan una mala imagen a La Manif pour tous y obligan al colectivo a reconvenir a varios simpatizantes.
A principios de mayo, un internauta publica en Twitter una imagen que muestra a la entonces ministra de justicia Christiane Taubira en forma de gorila gigante amenazando a un grupo de La Manif pour tous. Realizado con el fin de apoyar la manifestación «monstruo» prevista por el colectivo el 26 de mayo de 2013, la imagen provocó un escándalo. Sorprendido por la escala de las reacciones, el internauta borró finalmente la imagen, precisando que el «meme» no se inscribe ni en la línea, ni en la carta, ni en el espíritu, ni en el tono del colectivo. Antes de esta polémica, dos carteles de La Manif pour tous ya habían dado que hablar en marzo: el primero porque representaba a Christiane Taubira a punto de golpear a un niño con el código civil y el otro porque asociaba el «matrimonio para todos» con un acto terrorista.

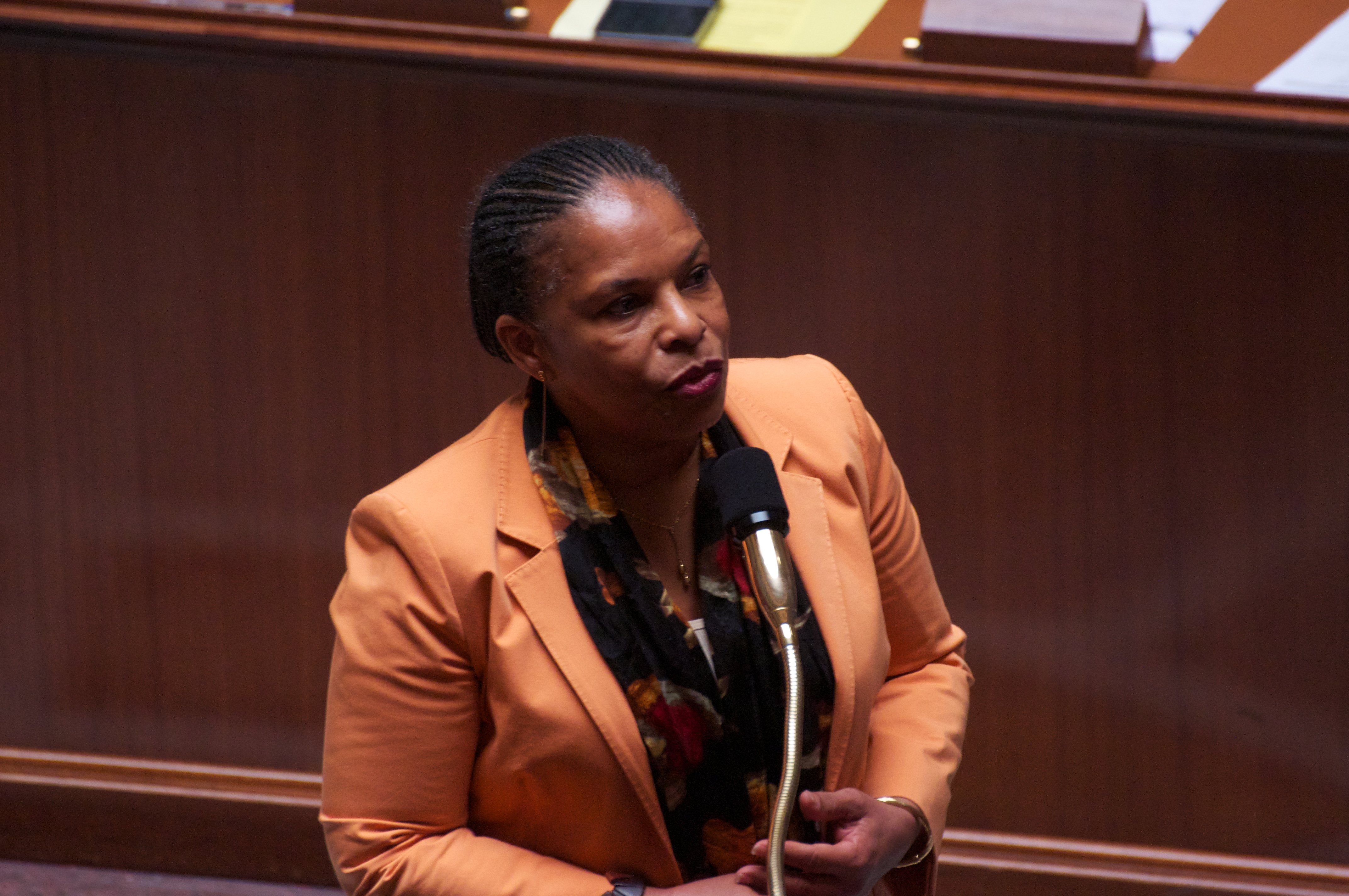
En 2013, la ministra Christiane Taubira fue objeto de diversos ataques, considerados racistas, por parte de manifestantes de La Manif pour tous.

Durante el verano, otro escándalo más obliga a la dirección del colectivo a reaccionar oficialmente contra las iniciativas de algunos de sus militantes. El 17 de agosto, un centenar de personas de Tours, pertrechados con símbolos de La Manif pour tous, organizan en Múnich una manifestación contra el matrimonio igualitario con ocasión de un peregrinaje a Alemania. Durante ese encuentro, Karl Richter, un consejero municipal muniqués, vicepresidente del partido neonazi NPD, toma la palabra delante de los manifestantes, una bandera de La Manif pour tous en la mano, antes de desaparecer. En Francia, el hecho no tarda en provocar una polémica, obligando al pequeño grupo de manifestantes a reconocer que han cometido un error y a explicar que no conocían la orientación política del consejero municipal. Pero, frente a la amplitud de las críticas, La Manif pour tous lanza un comunicado en el que Ludovine de La Rochère recuerda «a sus simpatizantes que toda reunión con los colores de La Manif pour tous (LMPT) lanza un comunicado en el que de La Rochère recuerda «a sus simpatizantes que toda reunión con los colores de LMPT debe responder a la carta de acciones de LMPT y que una autorización debe ser pedida a los responsables de LMPT». La presidenta del colectivo quiere así evitar que la torpeza de algunos militantes pueda ser instrumentalizado por los partidarios del «matrimonio para todos».
Un tercer caso salpica a La Manif pour tous. El 25 de octubre de 2013, el colectivo organizó en Angers una manifestación con ocasión de la visita de la ministra de Justicia. A la llegada de la ministra, una pequeña niña de once años que había ido con sus padres a protestar la apertura del matrimonio a las parejas del mismo sexo, grita, con un plátano en la mano:

La guenon, mange ta banane !
La mona, ¡come tu plátano!

A su lado, otros niños retomaron la frase, sin que ningún adulto presente entre los manifestantes reaccionara. Estalló una viva polémica, que obligó a los responsables de La Manif pour tous a condenar de nuevo las palabras racistas. Poco después, la organización pone en duda que algunos de sus manifestantes hayan podido tener tal intención. Angers Mag, que había sido el primero en informar sobre el asunto, publicó un vídeo de la manifestación en la que se oye claramente las frases de la niña. Preguntados por los periodistas, los padres de la niña declararon que, en cuanto a ellos, el asunto no es más que «una bobada de niña, una gran tontería digna de patio de colegio» e insisten sobre el hecho de que ellos «no apoyan el racismo». Consideraron además que «el asunto ha sido instrumentalizado».

### Instrumentalización de los niños

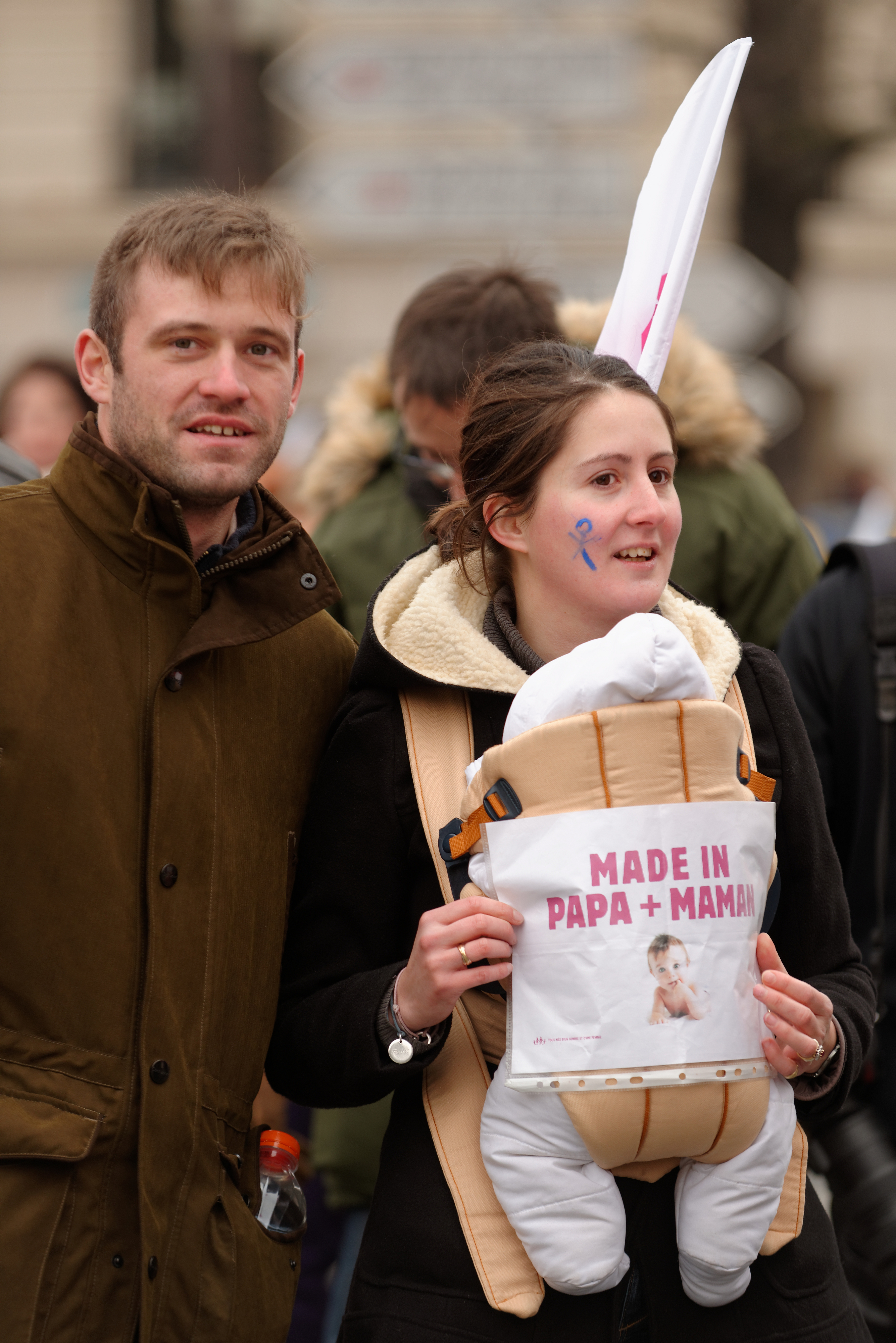
Presencia de niños en una manifestación organizada por La Manif pour tous.

Una de las prioridades expresadas por La Manif pour tous es el «interés superior del niño» y el rechazo de su «mercantilizacion». Para algunos de sus detractores existe una contradicción entre esas afirmaciones y la supuesta tendencia de los manifestantes de La Manif pour tous a poner al frente a sus propios hijos para denunciar la homoparentalidad. Así, para Olivier Picard, autor del libro Mariage, sexe et tradition, esos padres «no muestran ninguna vergüenza en instrumentalizar a su prole para defender sus propios valores de adultos sobre el pavimento parisino». Añade que «exponen a su prole a los inevitables peligros de una aglomeración política de gran amplitud» y someten a sus jóvenes a «condicionamiento [...] antes incluso de que hayan adquirido un mínimo de madurez para analizar su propia identidad sexual». Este debate rebrotó tras una entrevista con monseñor Di Falco, publicada el 15 de agosto de 2014 en Dauphiné Libéré, indicando que los niños no debían estar en esas manifestaciones, a lo que el portavoz de La Manif pour tous respondió el 31 de agosto en el mismo periódico, subrayando la importancia del compromiso familiar.
En la misma vena y como consecuencia de la violencia que surgió en la manifestación del 24 de marzo de 2013, ciertos medios de comunicación (como Le Plus, Le Huffington Post o Rue89) señalan el uso, por parte de los manifestantes, de niños colocados en primera fila frente a los antidisturbios. En un vídeo publicado en línea por Rue89 se oye también a uno de los manifestantes de La Manif pour tous gritar: «Llevad a los niños hacia delante».
Esta supuesta instrumentalización de los niños también ha sido echada en cara a los contramanifestantes de La manif pour tous. Durante la «Manifestation pour l'égalité» del 27 de enero de 2013, la Association des parents gays et lesbiens (en español, «asociación de padres gais y lesbianas») había llamado a sus participantes a «venir con sus niños», una «fila de niños» formando parte del «dispositivo».

### Maltrato de animales
El 4 de diciembre de 2013, militantes de La Manif pour tous deciden liberar pollos delante de la asamblea Nacional de Francia con el fin de protestar contra la apertura del matrimonio a las parejas homosexuales. De las 450 gallinas que debían ser liberadas, finalmente sólo unas cincuenta fueron liberadas, debido a la dificultad de hacerlas salir de la camioneta. Cuatro pájaros fueron atropellados por coches y otros sesenta acabaron abandonados en el Bosque de Boulogne. Esta acción provocó la cólera de la Fundación Brigitte Bardot, que elevó una queja contra La Manif pour tous por maltrato de animales.

## Análisis político
Diversos comentaristas, enumerados en este apartado, se han interesado en el impacto de la movilización contra la ley de matrimonio y la adopción homosexuales en la derecha francesa. Dentro del movimiento, inicialmente apareció una franja radical, que contribuyó a renovar diversos grupos clasificados como de extrema derecha, principalmente movimientos identitarios, nacionalistas revolucionarios y católicos tradicionalistas.
Pero de forma más general, en relación con otros movimientos sociales como el Movimiento de los Gorros rojos en Bretaña, el periódico Le Monde se preguntaba sobre la aparición de un «movimiento social de derecha», que recoge los puntos de vista de diversos intelectuales: el sociólogo Serge Guérin y el geógrafo Christophe Guilluy, el antropólogo Emmanuel Terray, el historiador y ensayista Daniel Lindenberg, la filósofa e historiadora de las ideas poílticas Chantal Delsol y finalmente, el historiador bretón Jacques Le Goff. La hipótesis de un «Tea Party francés», idea especialmente mencionada en la prensa norteamericana, deja perplejo a Jean-Yves Camus, especialmente debido al funcionamiento institucional francés, que favorece poco la emergencia de «partidos ciudadanos». Tugdual Denis y otros, periodistas en L'Express, revelan sin embargo que los actores implicados reivindican a veces esa filiación y que existen de hecho algunas similitudes, insistiendo en el plano de la civilización en el que estos opositores colocan su combate.
François-Xavier Bellamy y Gaël Brustier, de sensibilidades políticas opuestas, están de acuerdo en decir que «La Manif pour Tous es un verdadero movimiento social», rechazando las comparaciones demasiado directas con otros movimientos como Mayo del 68 o el Tea Party americano. El primero subraya la inversión en el plano cultural realizado por la derecha en esta ocasión, mientras que el segundo señala el carácter conservador, populista e identitario del fenómeno.
La historiadora Danielle Tartakowsky y el filósofo Thibaud Collin dan más importancia a la cercanía religiosa de la oposición al matrimonio igualitario. Danielle Tartakowsky ve en esta oposición una «vuelta con fuerza de lo religioso en el campo político», ligado en Francia a la «desinstitucionalización precoz de la Iglesia católica, consecuencia de la ley de 1905», obligando a los católicos a «invertir en terrenos no institucionales». Thibaud Collin, comparando las antropologías que sostienen la mutación de la izquierda posterior al 68 y la profundización de la doctrina social de la Iglesia bajo el pontificado de Juan Pablo II, concluye que «las discrepancias entre el gobierno y sus opositores son metafísicas, ya que implican dos conceptos irreducibles del ser humano».
Guillaume Bernard, profesor del Institut catholique d'études supérieures, considera también La Manif pour tous como una muestra reveladora de una «fractura», en el seno mismo de la derecha, 

entre une droite classique et une droite moderne : la première considère que les corps sociaux sont inscrits et que les valeurs sociales sont données par un ordre cosmologique des choses ; la seconde pense qu'il n'existe pas d'entité sociale ni de valeurs en dehors de la manifestation et de la rencontre de volontés
entre una derecha clásica y una derecha moderna: la primera considera que los cuerpos sociales están inscritos y que los valores sociales vienen dados por un orden cosmológico de las cosas; la segunda piensa que no existe una entidad social ni valores fuera de la manifestación y del encuentro de voluntades
Guillaume Bernard

De la misma forma, un artículo de Le Nouvel Observateur subraya el embarazo de la derecha, específicamente de la UMP, frente a este movimiento, que le obliga a elegir entre dos líneas políticas aparentemente irreconciliables y que, a la vez, favorecen el diálogo entre ciertos elementos de la derecha y la extrema derecha. Jean-Yves Camus considera igualmente la «carta de las municipales» de La Manif pour tous como una «plataforma de convergencia» entre cargos electo que va de la derecha a la extrema derecha, subrayando además un acuerdo de fondo «sobre una visión de la sociedad».